# 組み紐 (数学)

ブレイドの例

数学における組み紐（くみひも）またはブレイド (braid) とは、垂れ下がる何本かの紐を適当に編んでできる図形を抽象化した数学的対象である。組み紐全体の集合が群を成すこと、幾何的対象の絡みを表す様子として次元がもっとも低いものであることなどから多様な分野に姿を現す。

## 定義

### 幾何的側面
区間 [0,1] の n 個のコピーを 立方体 D2 × [0, 1] へ滑らかに埋め込んだものが以下の条件をみたすとき、n-ブレイド と呼ぶ。
- 各区間の座標 t に対応する点は立方体の平面 {(x,y,z) | z = t} の一点に写る。
- 各区間の t = 0 に対応する端点は y 軸に平行に等間隔に並ぶ。t = 1 に対応する端点も同様。

境界を動かさない立方体の連続変形で写りあうブレイドを同一視することにする。
定義の一つ目の条件から、ブレイドの各連結成分の各点での方向ベクトルは正の z 成分を持つ。特にブレイドの各成分は極大点極小点を持たない。
この様子を、平面内をぶつからずに運動する n 個の点の軌跡とみることもできる。
{\displaystyle X=D^{2}} として、{\displaystyle \{(x_{1},x_{2},\dots ,x_{n})\in X^{n}|i\neq j\Rightarrow x_{i}\neq x_{j}\}} を対称群の作用で割ってできる空間 {\displaystyle C_{X}} を考えると、{\displaystyle C_{X}} の閉道はブレイドであり、適当な基点 p のもと基本群 {\displaystyle \pi _{1}(C_{X},p)} がブレイド群(次節参照)となる。

### 代数的側面
集合 {σ1, σ2, ..., σn−1} から生成され、次の二つの関係式を満たす群を n-ブレイド群 (n-braid group) と呼び、Bn で表す。またその元をブレイドと呼ぶ。
1. {\displaystyle \sigma _{i}\sigma _{j}=\sigma _{j}\sigma _{i}}   ({\displaystyle |i-j|\geq 2})
2. {\displaystyle \sigma _{i}\sigma _{i+1}\sigma _{i}=\sigma _{i+1}\sigma _{i}\sigma _{i+1}}   ({\displaystyle 1\leq i\leq n-2})

二番目の関係式を組み紐関係式 (braid relation) と呼ぶ。
生成元 σi を、i 番目と i + 1 番目のひもを半回転ひねってできるブレイドとみなすことで幾何的なブレイドの定義と対応する。また、σi−1 は i 番目と i + 1 番目のひもを逆向きに半回転ひねったブレイドと対応する。
- n ≤ m のとき、 Bn から Bm への埋め込みが存在する。
- 写像 σ1 → si によって n-ブレイド群から n 次対称群への自然な全射が定まる (si は n次対称群の生成元)。
- 対称群への自然な全射の核を 純ブレイド群 (pure braid group) と呼ぶ。

## 絡み目との関係
ブレイドの上端と下端の点を順につなぐことで絡み目ができる。逆に任意の絡み目はあるブレイドの上端と下端をつないだものとみなすことができる。但し、一般にある絡み目に対応するブレイドは複数存在する。
二つのブレイドから同じ絡み目がつくられるための必要十分条件は、ブレイドとしての同値を表す移動と以下のマルコフ操作(Markov move) を繰り返して片方のブレイドを他方に変形できることである。
1. 積 b1b2 の形で書かれているブレイドを b2b1 に変形する。
2. n -ブレイド b を φn(b)σn に変形する、または逆向きの操作で変形する。ただし、φn は Bn の生成元 σi を Bn+1 の σi に写すことで得られる埋め込みである。

マルコフ移動 I
マルコフ移動 II

マルコフ操作の両方を一種類の操作で実現できることを 1997年に Lambropoulou と Rourke が示した。

## 表現
ブレイド群から対称群への自然な全射が存在することから、対称群の表現をもとにブレイド群の表現を構成し、考察されることがある。特に、対称群の表現をパラメータを入れて変形したものは岩堀-ヘッケ代数、量子群とも関連し盛んに研究された。
- 行列表現(スタブ)
- ブレイド群の有限次元表現が与えられたとき、それによるブレイドの行列表現のトレースはマルコフ操作の一つ目で不変となる。これによりブレイドの表現から絡み目の不変量を構成する一つの指針が得られる。実際、ジョーンズ多項式は表現のトレースをマルコフ操作の二つ目でも不変になるように補正することで得られた。
- カテゴリー表現(ブレイディング)(スタブ)

## 性質
- ブレイド群は語の問題(1926年にアルティンが解決[2]))、共役問題(Garside が解決)が解ける群である。
- ブレイド群 B1 は自明な群、B2 は無限巡回群、B3 は無限非可換群で三葉結び目の結び目群(補空間の基本群)と同型である。
- 自明なブレイド(ブレイド群の単位元)以外のブレイド b の冪 bn は任意の n に対して自明でない。つまりブレイド群はねじれ元を持たない。
- n≥3 のとき、ブレイド群 Bn は二元生成の自由群を部分群として持つ。
- 不変量(スタブ)